# Hillary Coast
Hillary Coast är en strand i Antarktis. Den ligger i Östantarktis. Nya Zeeland gör anspråk på området.